# Tilletia chiangmaiensis
Tilletia chiangmaiensis är en svampart som beskrevs av R.G. Shivas, Vánky & Athip. 2006. Tilletia chiangmaiensis ingår i släktet Tilletia och familjen Tilletiaceae.   Inga underarter finns listade i Catalogue of Life.